# Приємна Долина
Приємна долина — назва частина Бахмутської улоговини, яка простягається від села Федорівка з півдня до долини річки Кам'янка (Сіверськ) на півночі — довжиною 20 км і шириною до 2 км. Основна прикраса долини — р. Бахмутка.
Одночасно — це назва села, яке розташовувалося в цій місцевості і згодом разом з селом Варварівка увійшли до складу села Переїзне Бахмутського району Донецької області.
Село Приємна Долина — батьківщина відомого письменника Всеволода Гаршина.